# Dendrobium tetraedre
Dendrobium tetraedre är en orkidéart som först beskrevs av Carl Ludwig von Blume, och fick sitt nu gällande namn av John Lindley. Dendrobium tetraedre ingår i släktet Dendrobium, och familjen orkidéer. Inga underarter finns listade i Catalogue of Life.